# Папська Біблійна комісія
Папська біблійна комісія — інституція Римської курії, завданням якої є підтримка досліджень Біблії. Комісія діє при Конгрегації віровчення, префект якої є одночасно головою комісії.

## Історія
Інституцію, сьогодні відому під назвою Папська біблійна комісія, створив папа Римський Лев XIII своїм апостольським листом Vigilantiae studiique від 30 жовтня 1902 року. Папа визначив для нової інституції потрійне завдання: а) ефективна підтримка вивчення Біблії в Католицькій церкві; б) спростування помилкових тверджень при тлумаченні Святого Письма; в) вивчення і висвітлення дискусійних питань біблеїстики.
Кілька років згодом папа Пій X апостольським листом Scripturae Sanctae від 23 лютого 1904 року надав Біблійній комісії право присвоювати вчені ступені ліценціата і доктора біблійних наук.
Лев XIII і Пій X надали Біблійній комісії широкі повноваження щодо вирішення проблем, викликаних новітньою біблійною критикою. З 13 лютого 1905 до 30 квітня 1934 року Біблійна комісія видала 18 декретів та рішень у цій справі.
27 червня 1971 року, в рамках реформи Католицької церкви після II Ватиканського собору, папа Павло VI своїм motu proprio Sedula cura встановив нові правила організації та функціонування Біблійної комісії.
15 коротких артикулів папського документу встановлюють нову структуру комісії, зокрема її членами більше не є кардинали, а фахівці біблійних наук з цілого світу «з різних шкіл та країн, які відрізняються своїми знаннями, розсудливістю і повагою до вчительства Католицької Церкви» (арт. 3).
Комісія, на підставі цього документу, приєднується до Конгрегації віровчення, а префект останньої є одночасно головою Папської біблійної комісії.

## Діяльність та документи
Біблійна комісія проводить свої пленарні засідання щороку протягом другого тижня після Великодня, на тему, заздалегідь вибрану головою на пропозицію низки організацій, як-от: Конгрегації віровчення, єпископських конференцій або самої комісії.
Нова Біблійна комісія провела своє перше пленарне засідання в 1974 році. На ньому були переглянуті програми для досягнення вчених ступенів з біблійних наук.
Важливим документом, виданим Папською біблійною комісією, був документ під назвою «Тлумачення Біблії в Церкві» (1993).

## Склад комісії
Комісія складається з 20 членів — фахівців з дослідження Святого Письма. Головою є кардинал-префект Конгрегації віровчення (станом на 2012 рік — кардинал Вільям Левада). Йому допомагає секретар (станом на 2012 рік — о. Клеменс Шток, S.J.). Членів Біблійної комісії, у тому числі секретаря, призначає Папа Римський на п'ятирічний термін за пропозицією голови. Після п'яти років вони можуть бути призначені повторно.